# 身體羞辱

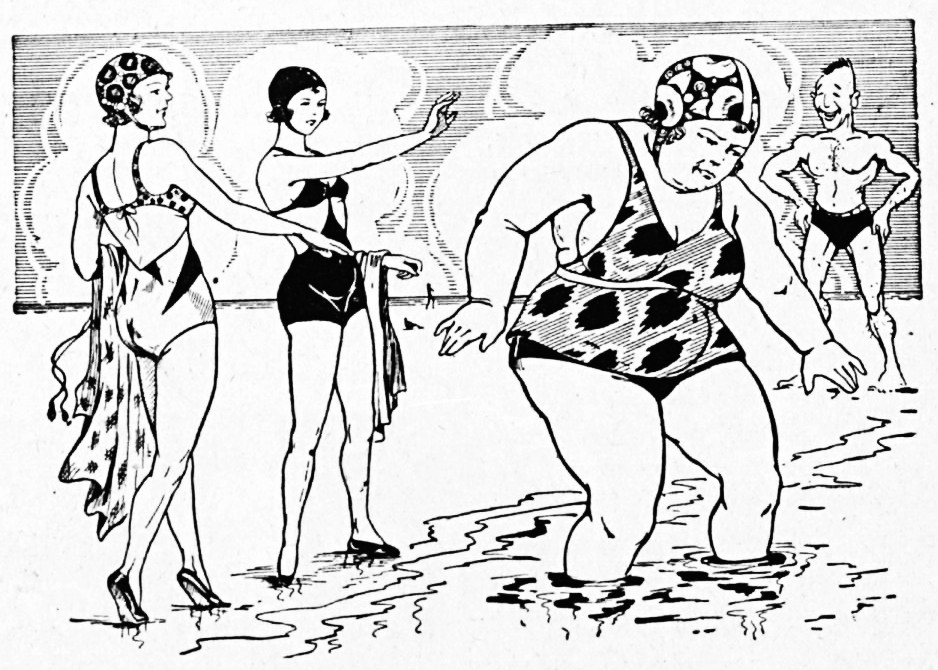
1942年一則營養補充品廣告中的一位過重女性遭到他人霸凌

身體羞辱（英語：Body Shaming）是指根據他人體貌特徵而對他人進行羞辱或批評的行為。身體羞辱的範疇非常廣泛，包括但不限於肥胖的社會污名、瘦弱、身高歧视、體毛多或少、髮色、體型、肌肉發達程度或缺乏肌肉、生殖器大小（如陰莖或乳房大小）、外貌至上主義及膚色。甚至有時候身體羞辱可能包括對於紋身與穿洞，或像銀屑病這類會留下身體印記的疾病進行羞辱。
一項針對兒童電影與書籍中的外貌訊息的研究指出，很多針對兒童的媒體都有提到吸引力視是人際關係與互動中的重要元素。在該研究中，兩部迪士尼電影提到有關個人美貌的內容最多。此外研究還發現，64%的被調查影片中的肥胖角色是丑陋、邪惡、殘忍或不友善的。
某些形式的身體羞辱源於古老的民間迷信，例如對紅髮人群的歧視，以及對金髮人群的刻板印象。不同年齡層所受到的歧視形式也可能有顯著差異。例如，身高較高的青春期前兒童，有時會被認為笨拙，甚至被稱為「瘦長鬼影」（lanky）等帶有貶義的稱呼，儘管身高較高的成人可能會更受歡迎。
有時，人們對不符合社會期望的「陽剛」或「陰柔」特徵的批判也算是身體羞辱。例如，臀部寬大、胸部突出的男性，或缺乏鬍鬚與較矮的男性，還有男子會因外表有點女性化而遭受羞辱。同樣地，女性也可能因為出現類似「男性隆起」（man-bulge），或擁有如寬肩這類通常與男性相關的身體特徵而受到身體羞辱。
身體羞辱可能帶來負面的情緒影響，例如降低自尊，甚至導致飲食失調、焦慮、体象障碍、軀體變形障礙，以及憂鬱症等心理健康問題。當人們感到自己的體貌特征無法符合社會標準時，這些抑鬱情緒可能進一步加重。